# Рустамов, Ишнияз
Ишнияз Рустамов (Шурчинский район, 1927 — после 1985) — советский узбекский хозяйственный, государственный и политический деятель. Герой Социалистического Труда.

## Биография
Родился в 1927 году в Шурчинском районе Сурхан-Дарьинского округа Узбекской ССР. Член КПСС.
С 1942 года — на хозяйственной, общественной и политической работе. В 1942—1986 годы — счётный работник местного колхоза, второй секретарь Шурчинского райкома комсомола, секретарь первичной партийной организации Второй Шурчинской машинно-тракторной станции, секретарь райкома партии. Заместитель председателя райисполкома, председатель колхоза имени Калинина, затем — имени Кирова. Первый секретарь Шурчинского райкома Компартии Узбекистана. Первый секретарь Джаркурганского райкома Компартии Узбекистана.
Указом Президиума Верховного Совета СССР от 5 марта 1982 года присвоено звание Героя Социалистического Труда с вручением ордена Ленина и золотой медали «Серп и Молот».
Избирался депутатом Верховного Совета Узбекской ССР 9-го и 10-го созывов.
Умер после 1985 года.